# Virovitica
Virovitica (v cizích jazycích Wirowitiza, Viroviticza, Verewitiza, Verowitiza, Verowtiza, Verőcze, Verőce, česky Verovice[zdroj?]) je město v Chorvatsku, leží u hranice s Maďarskem, nedaleko řeky Drávy ve Slavonii. Území stejnojmenné opčiny však částečně zasahuje také do vlastního Chorvatska. Je centrem Viroviticko-podrávské župy.
Městem částečně protéká v západní části potok Odenica. Patronem města je svatý Roch, jemuž je zasvěcen i hlavní kostel ve středu města.

## Historie
První písemná zmínka o Virovitici pochází z roku 1234. Tehdy uherský král městu daroval první sadu práv. V roce 1280 je zde také zmiňován františkánský klášter a v roce 1290 benediktinský klášter. V letech 1552 až 1684 byla součástí Osmanské říše, z administrativního hlediska náležela pod požežský sandžak. Ještě na konci 16. století učinila rakouská armáda několik neúspěšných pokusů město dobýt. 
Dnešní chorvatský název se poprvé objevuje až v roce 1578 v chorvatské kronice záhřebského kanovníka Antuna Vramce. 
Po odchodu Turků se sem vrátil řád františkánů který zde obnovil klášter. Při něm byla později rozvíjena první škola. V 17. století se zde usadil Jan Vlašimský, který tu založil první hudební školu. Dnes hudební škola nese jeho jméno.
Na mapách prvního vojenského (josefinského) mapování z konce 18. století se objevuje pod názvem Veroviticz. Malá obec byla soustředěna okolo opevnění s příkopem ve svém středu a k němu přiléhal ze severozápadní strany kostel. Tento stav potvrdilo i mapování druhé z poloviny 19. století, kdy bylo město uvedeno pod názvem Vierovitica/Veröce. Z původní pevnosti nechal šlechtický rod Pejačevićů vybudovat zámek. Po hospodářských těžkostech jej prodal rodině Schaumburg-Lippe.
V roce 1902 byla ve Virovitici zprovozněna nemocnice. Do první světové války mělo město statut regionálního centra, bylo sídlem Virovitické župy v rámci chorvatsko-slavonského království. Ještě před vypuknutím první světové války, v roce 1912, sem dostihla železnice. Později byla vybudována i trať na sever, do maďarského města Barcs. Zajištěno bylo i telegrafní spojení a veřejné osvětlení. Roku 1909 vznikl také čtenářský kroužek. 
Po první světové válce zde bylo otevřeno reálné gymnázium. Roku 1921 získala Virovitica statut města. Díky železnici se oblast mezi Viroviticí a lokalitou Antunovac rozvíjela jako průmyslová oblast. Postaveny zde byly železniční vlečky a různé továrny. 
Od roku 1953 zde působí městské muzeum. Sídlí v zámku.
Během chorvatské války za nezávislost byly chorvatskými silami obsazeny místní kasárny a hraniční přechod s Maďarskem již v září 1991.

## Kultura a kulturní památky

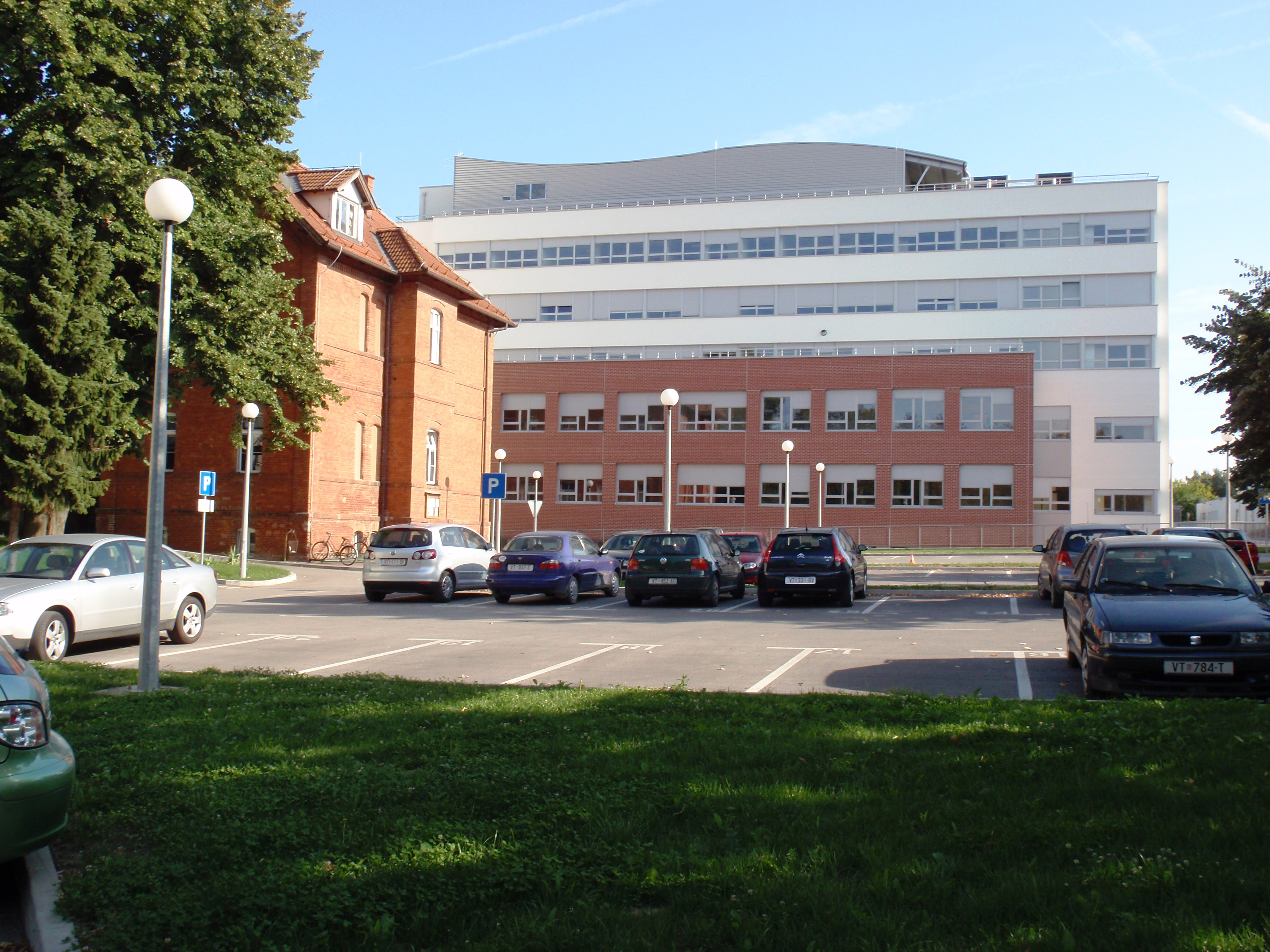
Budova nemocnice.

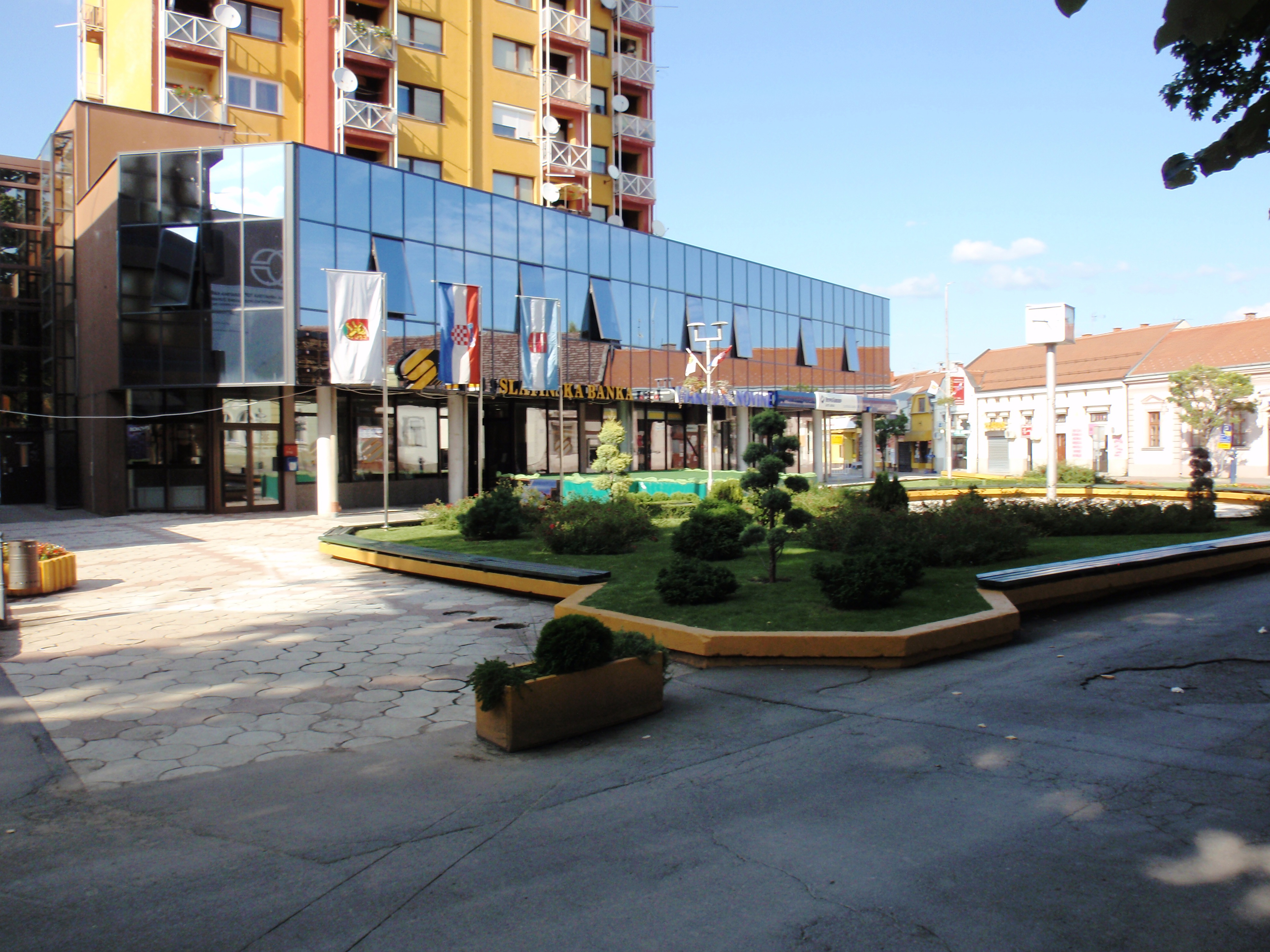
Virovitická radnice.

V centru města se nachází městská knihovna a také městské divadlo. Působí zde rovněž i státní archiv, který tu má vlastní pobočku.
Hlavní památkou města je zámek Pejačevićů, dokončený roku 1804. Vznikl na místě původního opevnění a představuje neformální střed města. Obklopuje jej zámecký park po všech stranách.
Další významnou památkou je kostel svatého Rocha, rovněž v centru města. Postaven byl ve stylu barokní architektury.

## Ekonomika
Město má průmyslovou zónu umístěnou poblíž nádraží. Nacházel se zde také cukrovar. Již od poloviny 19. století se zde nachází také závod na výrobu tabákových výrobků.

## Doprava
Městem prochází západo-východním směrem železniční trať Varaždín–Dalj, která spojuje severní části Slavonie se zbytkem Chorvatska. Železniční stanice je umístěna v jihovýchodní části Virovitice. Blíže centru potom stojí nádraží Virovitica-Grad (zastávka Město).
V obdobném směru jsou městem vedeny i silniční tahy. Z Virovitice také vede silnice č. D5 do maďarského města Barcs.

## Školství
Ve Virovitici stojí gymnázium, které nese název po Petru Preradovićovi. Je umístěno v centru města. Zřízeno bylo již v roce 1908, budova byla dokončena roku 1914 ale s výukou se začalo až po válce. Dále se tam nachází také Klasické katolické gymnázium.

## Sport
Oblíbeným sportem je házená. Působí zde rovněž i fotbalový tým s názvem NK Borac. Má vlastní fotbalové hřiště na severozápadním okraji Virovitice.

## Osobnosti
- Ferenc Nagy (1852-1928), právník a politik
- Mirko Danijel Bogdanić (1762-1802), chorvatský vědec
- Aleksandra Grdić (1979), Miss Chorvatsko 2003
- Goran Jagar (1984), veslař
- Vedran Mataija (1988), hráč házené
- Edita Schubert, chorvatská umělkyně období modernismu.

## Partnerská města
- Barcs, Maďarsko, 1996
- Vyškov, Česko, 2001
- Pakrac, Chorvatsko, 2006
- Poreč, Chorvatsko, 2007
- Jajce, Bosna a Hercegovina, 2012